# مايك ميتشيل (مخرج أفلام)
مايك ميتشيل (بالإنجليزية: Mike Mitchell)‏ (و. 1970  م) هو مخرج أفلام، ومؤدي أصوات، وكاتب سيناريو، ورسام رسوم متحركة أمريكي، ولد في أوكلاهوما سيتي، أوكلاهوما.

## التعليم
تعلم في معهد كاليفورنيا للفنون
.

## وصلات خارجية
- مايك ميتشيل على موقع IMDb (الإنجليزية)
- مايك ميتشيل على موقع ألو سيني (الفرنسية)
- مايك ميتشيل على موقع ميوزك برينز (الإنجليزية)
- مايك ميتشيل على موقع أول موفي (الإنجليزية)
- مايك ميتشيل على موقع بوكس أوفيس موجو (الإنجليزية)
- مايك ميتشيل على موقع قاعدة بيانات الأفلام السويدية (السويدية)
- مايك ميتشيل على موقع قاعدة بيانات الفيلم (الإنجليزية)
- مايك ميتشيل على موقع كينوبويسك (الروسية)